# لاک نوری
لاک نوری (به انگلیسی: photoresist) یا فوتورزیست یک ماده حساس به پرتو است که در طرح‌نگاری نوری، به خصوص در فناوری میکرو و میکروالکترونیک برای تولید ساختارهای میکرو یا کوچکتر، همچنین تولید مدارات چاپی، به کار می‌رود.با اینکه به صورت سنتی از این لاک با عنوان لاک حساس به نور یاد می‌شود، اما بعضی از انواع این لاک‌ها به تابش الکترون و یا پرتوهای غیرقابل دیدن حساسند. مهم‌ترین مواد تشکیل دهنده این لاک‌ها بسپارهایی مانند پلی متیل متاکریلات ،نوولاک ، اپوکسی (مثلاً در SU-8)، مواد حلال مانند سیکلوپنتانون، گاما بوتیرولاکتون و همچنین یک ماده حساس به نورند.
در کنار لاک‌های نوری مایع، مواد سفت و خشک حساس به نوری مانند فیلم نوری هم موجود است.

## نوردهی

مقایسه دو نوع لاک نوری مثبت و منفی در پروسه طرح نگاری نوری

وقتی صحبت از نوردهی لاک است، منظور ایجاد ساختار مورد نظر بر روی لایه لاک با کمک نوردهی از روی یک ماسک یا شابلون است. به این صورت که قابلیت حل شدن لاک روی سطح در محلول ظهور با تابیدن نور تغییر کند. این اتفاق بر اثر یک واکنش فتوشیمیایی رخ می‌دهد. معمولاً ماسک‌ها بر روی حامل‌هایی که نسبت به نور فرابنفش شفاف‌اند(مثل شیشه سیلیسی‌) ساخته می‌شوند. جنس خود ماسک از یک ماده جاذب یا بازتابنده مثل کروم است. بر اساس اینکه حلالیت لاک با تابیدن نور بیشتر با کمتر شود می‌توان لاک‌های نوری را به دو دسته تقسیم کرد:

1. لاک منفی (به انگلیسی: negative resist): حلالیت با تابش کم‌تر می‌شود.
2. لاک مثبت (به انگلیسی: positive resist): حلالیت با تابش زیادتر می‌شود.

### لاک منفی
بر اثر تابش نور به لاک منفی ماده بسپار بخش نور دیده به صورت یک شبکه پیوسته در آمده که سپس بر اثر حرارت دادن این ساختار به حالت پایدار می‌رسد که در ماده حلال حل نمی شود. در نتیجه بخش‌های نور دیده در لاک منفی بعد از ظهور باقی خواهند ماند. از این لاک در فناوری میکرو برای ساخت قطعات بسیار کوچک میکرومتری یا کوچکتر، با کمک فرایند از جا کندن، استفاده می‌شود.

### لاک مثبت
در لاک مثبت، پس از سفت شدن لاک، عمل نور دهی قابلیت حل شدن لاک در محلول ظهور را افزایش می‌دهد. در نتیجه در این نوع لاک پس از ظهور، قسمت‌های نور دیده حذف شده و بقیه بخش‌ها باقی می‌مانند. در فناوری نیمه‌هادی‌ها و فناوری میکرو از این لاک معمولاً برای سونش و به عنوان یک لایه قربانی استفاده می‌شود. 

ویژگی‌های دو نوع لاک مثبت و منفی را می‌توان در جدول زیر دید و با هم مقایسه کرد:
| ویژگی                        | مثبت            | منفی    |
| ---------------------------- | --------------- | ------- |
| چسبندگی به سیلیکون           | قابل قبول       | عالی    |
| قیمت متوسط                   | گرانتر          | ارزانتر |
| پایه ماده ظهور               | آبی             | آلی     |
| ابعاد کوچکترین ساختار        | 0.5 µm و کوچک‌تر | 2 µm    |
| مقاومت در برابر مواد شیمیایی | قابل قبول       | عالی    |

## ظهور
در این مرحله لاک‌های منفی نور ندیده یا لاک‌های مثبت نور دیده در یک محلول مناسب برای مدت زمان کافی حل می‌شود. برای این منظور باید تکان دادن نمونه در ظرف ظهور جریان مناسبی را روی سطح لاک ایجاد کرد تا فرایند ظهور سرعت بگیرد. در حین ظهور معمولاً از بخش‌های دیگر هم با آهنگ بسیار کم در ماده ظهور حل می‌شوند که البته این مقدار در مقایسه با میزان حلالیت بخش‌های همسایه قابل چشم پوشی است.

## پاک کردن
بعد از ظهور و انجام عملیات‌هایی بعدی مانند لایه زنی یا سونش باید لاک‌های روی نمونه زدوده شوند. برای این کار دو روش وجود دارد. روش اول فرو بردن نمونه در مایع استون است. روش دیگر استفاده از پلاسما برای زدودن لاک است . در این روش لاک با پلاسمای اکسیژن اکسیده شده و از روی سطح به صورت گاز جدا می‌شود می‌شود. این روش در صنعت نیمه‌هادی به وفور استفاده می‌شود.